# Existenzielle Pädagogik
Die Existenzielle Pädagogik ist eine Allgemeine Pädagogik, die auf dem wissenschaftlichen und validierten Fundament der Logotherapie von Viktor Frankl und deren Weiterentwicklung zur Existenzanalyse von Alfried Längle beruht. Sie stellt ein eigenes Anwendungsfeld der Existenzanalyse neben Psychotherapie, Coaching, Beratung, Organisations- und Führungskräfteentwicklung sowie Seelsorge dar. Ihre wesentliche Ausformung verdankt sie Eva Maria Waibel. Vor- und Mitdenker waren Wasiliki Winklhofer, Uwe Lau, Günter Funke, Christoph Kolbe, Renate Bukovski, Michaela Probst, Kerstin Breckner und Roman Biberich. Die Anfänge dieser an der Person und deren Sinn orientierten Pädagogik liegen in den späten 1980er Jahren. In den 2000er Jahren wurde sie einer breiteren Öffentlichkeit bekannt. Ab 2012 unter dem Namen Existenzielle Pädagogik.

## Geschichte
Seit den 1990er Jahren erforscht und entwickelt Eva Maria Waibel, eine Lehrerin, Pädagogin und Psychotherapeutin für Existenzanalyse und Logotherapie, die Folgerungen für Erziehung und Unterricht, die sich aus Logotherapie und Existenzanalyse ableiten lassen.
2012 einigte sich die GLE-International auf den Namen Existenzielle Pädagogik.
Im Jahr 2019 wurde ein eigenes Institut für Existenzielle Pädagogik von Eva Maria Waibel, Thomas Happ, Andreas und Doris Hausheer mit Sitz in Dornbirn gegründet. Sein Ziel ist es, die Existenzielle Pädagogik weiterzuentwickeln und im deutschsprachigen Raum zu verbreiten.
Mittlerweile werden an verschiedenen Österreichischen Pädagogischen Hochschulen Masterlehrgänge sowie Fort- und Weiterbildungen zur Existenziellen Pädagogik angeboten.

## Grundlagen
Die Existenzielle Pädagogik greift auf die Grundlagen der Logotherapie und Existenzanalyse Viktor Frankls und deren Weiterentwicklung durch Alfried Längle zurück. Im Gegensatz zur existenzanalytischen Therapie, die ein gezieltes Heilverfahren für psychische Erkrankungen darstellt, wurden in der Existenziellen Pädagogik sowohl theoretische Überlegungen als auch praxisorientierte Leitlinien für alle Kinder und Jugendlichen entwickelt. Der Anspruch der Existenziellen Pädagogik ist es, den „ganzen“ Menschen zu sehen, in seiner Person, in seiner Einmaligkeit, in seiner Einzigartigkeit und in seiner Potenzialität. Durch die existenziell-pädagogische Herangehensweise sollen Kinder und Jugendliche unterstützt werden, ein „Leben mit innerer Zustimmung“, wie es Alfried Längle definiert, zu führen. Die Existenzielle Pädagogik zielt damit auf mentale und psychische Gesundheit ab und wirkt gesundheitsfördernd und präventiv in Bezug auf ausweichende Verhaltensweisen und psychische Erkrankungen.
Die Existenzielle Pädagogik „will Kinder und Jugendliche darin unterstützen, ein selbstbestimmtes und existenziell erfülltes Leben zu führen. In Zentrum der theoretischen Grundüberlegungen stehen daher Überlegungen, welche Herausforderungen im Leben auf Menschen warten und welche möglichen Antworten es gibt […]“
Neben Erziehung spielen auch didaktische Grundüberlegungen eine entscheidende Rolle. Ein existenziell-pädagogischer Unterricht ist durch selbstbestimmtes Lernen in Freiheit und Verantwortung, durch Wahlmöglichkeiten, Mitbestimmung und Entschiedenheit bestimmt.
Generell setzt die Existenzielle Pädagogik auf vier Ebenen an:
1. Sie stellt umfassende, pädagogische Leitlinien für den Umgang mit Kindern und Jugendlichen zur Verfügung, auch für herausfordernde Kinder in anspruchsvollen Situationen;
2. Sie stellt didaktische Konzepte für ein lebendiges, sinnzentriertes Lernen zur Verfügung;
3. Sie setzt nicht nur bei Kindern und Jugendlichen an, sondern ermutigt Erziehende und Lehrende, sich mit sich selbst und den eigenen Lebens-, Erziehungs- und Bildungsfragen auseinanderzusetzen und sich in einer wertschätzenden Haltung allen Menschen gegenüber einzufinden.
4. Sie bietet mit ihren für die Vermittlung von Lebenskompetenzen geeigneten Inhalten für alle Beteiligten Perspektiven für ein gutes Leben. Sie wirkt damit Resilienz stärkend und präventiv in Richtung Burnout.

Die Phänomenologische Erziehungswissenschaft, die Humanistische Erziehungswissenschaft, die Personorientierte (Personale) Pädagogik weisen einen engen Bezug zur Existenziellen Pädagogik auf.
Die Existenzielle Pädagogik basiert einerseits auf den Merkmalen des dreidimensionalen Menschenbildes nach Viktor Frankl, welches sowohl den Körper, die Psyche als auch die Person umfasst und andererseits auf den Aspekten des dialogischen Menschenbilds von Alfried Längle. Dazu kommen die Sinnthematik von Viktor Frankl sowie die vier Grundthemen (Grundbedürfnisse, Grundmotivationen) von Alfried Längle.
Ziel der Existenziellen Pädagogik ist es, die zu Erziehenden in ihrer einzigartigen Person sowie einmaligen Situation zu sehen und zu erreichen. Dies gelingt, unter anderem durch phänomenologische Offenheit und die Methode des Anfragens. Die Existenzielle Pädagogik setzt auf konsequente Personalisierung in allen Lebensbereichen. Ihre zentrale Leitfrage lautet in jeder Erziehungssituation: „Was braucht dieses Kind jetzt (und in dieser Situation) von mir?“ Aus dieser Frage ergibt sich, dass dieses Person und Situation orientierte Vorgehen ohne mechanische Tools oder Rezepte auskommt. Stattdessen erleben sich Erziehende und zu Erziehende von der konkreten Person und der konkreten Situation als „angefragt“, auf dieser Grundlage selbst (authentisch) zu entscheiden und zu antworten und ihre Entscheidung zu ver-antworten.
Des Weiteren stützt sich die Existenzielle Pädagogik auf das Konzept der folgenden vier Grundthemen (Grundbedürfnisse, Grundmotivationen) der Existenzanalyse, die von Alfried Längle entwickelt wurden und für Erziehung und Unterricht von Eva Maria Waibel mit pädagogischen Inhalten gefüllt wurden:
- Grundmotivation 1 – Können: Das innere Ja zur Welt (Grundvertrauen) – Kann ich in der Welt sein?
- Grundmotivation 2 – Mögen: Das innere Ja zum Leben (Grundwert) – Mag ich leben?
- Grundmotivation 3 – Dürfen: Das innere Ja zu mir und anderen (Selbstwert) – Darf ich sein?
- Grundmotivation 4 – Sollen: Das innere Ja auf eine Zukunft hin (Sinn) – Wozu/Wofür bin ich da?

Damit Kinder und Jugendliche sich in allen vier Grundmotivationen (weiter)entwickeln können, sind in der Existenziellen Pädagogik vor allem folgende Bausteine zentral:
- Bausteine für Grundmotivation 1: Raum, Schutz und Halt
- Bausteine für Grundmotivation 2: Beziehung, Zeit und Nähe
- Bausteine für Grundmotivation 3: Beachtung, Wertschätzung, Gerechtheit
- Bausteine für Grundmotivation 4: Strukturen, Tätigkeitsfelder und personale Werte

Diese Bausteine bilden einen Kompass für jedes existenziell-pädagogische Handeln. Dieses lässt sich aus diesen Fundament direkt ableiten.
Empfinden und erleben Kinder in einer oder mehreren dieser Grundmotivationen einen Mangel, so entstehen charakteristische Schutzreaktionen und Störbilder.

## Praktische Umsetzung
Viele verschiedene Bildungseinrichtungen im deutschsprachigen Raum haben die Existenzielle Pädagogik bereits in ihrem pädagogischen Konzept aufgenommen und versuchen, diese auch tagtäglich zu leben bzw. erfahrbar zu machen. So zum Beispiel, das Elisabethstift in Berlin oder die Bildungsdirektion Kärnten.